# Fénix (álbum de Lucybell)
Fénix  es el séptimo álbum de estudio de la banda de rock chileno Lucybell, lanzado en el año 2010. Fue producido por Gustavo Pinochet y Lucybell. El disco fue grabado en Estudios Bassino de Santiago de Chile entre marzo y junio de 2010.
Este disco es reconocido por su regreso al "sonido Lucybell" de los primeros cuatro discos de la banda, en que aparecen secuencias, teclados, armonías y pulsos acelerados de estribillos elocuentes.
La portada del álbum fue creada por el artista Claudio Bergamin y causó cierta sorpresa entre los fanáticos por imponer una estética distinta a la de discos anteriores.

## Listado de canciones
| N.º   | Título                      | Duración |  |
| 1.    | «Empezar»                   | 4:35     |  |
| 2.    | «Sombras»                   | 4:21     |  |
| 3.    | «Voy por ti»                | 3:46     |  |
| 4.    | «Familiar»                  | 4:18     |  |
| 5.    | «Ave Fénix»                 | 3:56     |  |
| 6.    | «Júpiter»                   | 2:28     |  |
| 7.    | «Nunca será fácil amar así» | 4:06     |  |
| 8.    | «Te quiero ver»             | 4:15     |  |
| 9.    | «Abre tus ojos»             | 3:37     |  |
| 10.   | «Yo perdí»                  | 5:07     |  |
| 11.   | «Te mereces»                | 3:38     |  |
| 44:07 |                             |          |  |

## Personal
- Claudio Valenzuela - Voz, guitarra, teclados.
- Eduardo Caces - Bajo, guitarra rítmica, programación.
- Cote Foncea - Batería, programación.